# 伊東酒造
伊東酒造株式会社（いとうしゅぞう）は、長野県諏訪市にある酒類製造業者である。醸造には、霧ケ峰伏流水を使用している。日本酒、梅酒等の各種商品を製造販売。諏訪五蔵のひとつ。自社蔵の隣に、伊東近代美術館がある。
営業時間
- 平日、8:30～17:00
- 土曜日・日曜日・祝日、10:00～17:00（年中無休、ただし、年末年始は休み。）

主要製品の清酒「横笛」は、『平家物語』の登場人物である建礼門院の雑仕女、横笛の悲恋物語を耳にした信仰心深かった初代当主が「横笛」の名を後世に残すと同時に末長く菩提を弔うことも含め、『大銘酒 横笛』と命名し醸造することとなった。
ラベルで使われている「紅梅の図」は、亡くなった横笛が鶯となって恋人滝口入道の庵を訪ねたという物語のエピソードをモチーフに、伊東深水（日本画家）が蔵元のために描いたといわれる。

## 沿革
- 1958年（昭和33年） - 伊東充によって創立される。

## 代表
- 代表取締役社長：伊東 毅

## 事業所
- 本社・工場（長野県諏訪市）
- 東京本社伊東酒販（東京都中央区）

## 主要製品

### 日本酒
- 横笛（よこぶえ）
- 八剣（やつるぎ）
- 深水（しんすい）
- 酒中有深味（しゅちゅうしんみあり）
- 遊亀（ゆうき）- 生産終了
- 不老（おいてますます）
- 〆（けじめ）
- 古道（こどう）
- 天水（てんすい）
- 酒屋の女房ひとめぼれ
- 高島城（たかしまじょう）
- 春穂の香（はるほのか）
- 夏穂の香（なつほのか）
- 秋穂の香（あきほのか）
- 冬穂の香（ふゆほのか）

### 梅酒
- 純米古酒仕込み梅酒

## 受賞歴
関東信越国税局酒類鑑評会
- 2012年（平成24年） - 第83回 優秀賞受賞（純米酒の部）
- 2011年（平成23年） - 第82回 優秀賞受賞（吟醸酒の部）
- 2010年（平成22年） - 第81回 優秀賞受賞（吟醸酒の部）

## 伊東近代美術館
伊東近代美術館は、伊東酒造の創業者伊東充の収集した約330点の日本画と彫刻等を展示する美術館。
1972年（昭和47年）、郷里諏訪湖の畔に開館。
1986年（昭和61年）に富士見高原に移転。
2009年（平成20年）に諏訪市に移転、伊東酒造の自社蔵の隣にあった大正時代の古民家やみそ蔵、店舗を改修して美術館にした。低い天井や急な階段など昔の造りをそのまま生かし、和の香りが漂う。
伊東充と親交のあった日本画家・伊東深水や彫刻家・平櫛田中をはじめ、横山大観、川合玉堂、山口蓬春、奥村土牛、上村松篁、篠原昭登などの作品を所蔵している。
- 開館時間 10:00〜16:00
- 開館日 木・金・土・日（臨時休館あり）
- 入館料 800円